# 23. Goya-gála
A 23. Goya-gála során a 2008-ban bemutatott spanyol filmeket értékelték. A jelölteket az Academy of Cinematographic Arts and Sciences of Spain választotta ki. A madridi Palacio Municipal de Congresosban tartott ceremóniát a Televisión Española közvetítette 2009. február 1-jén. A műsor házigazdája Carmen Machi volt, de a ceremónia levezetésében a Muchachada Nui szkeccssorozat humoristái is közreműködtek. A gála során Jesús Franco kapta meg a tiszteletbeli Goya-díjat.

## Győztesek és jelöltek
A nyertesek félkövérrel jelölve.

### Fő díjak
| Legjobb film | Legjobb rendező |
| --- | --- |
| - Camino - Vak napraforgók - A bosszú angyalai - The Oxford Murders | - Javier Fesser – Camino - Agustín Díaz Yanes – A bosszú angyalai - José Luis Cuerda – Vak napraforgók - Álex de la Iglesia – The Oxford Murders                                          |
| Legjobb férfi főszereplő | Legjobb női főszereplő |
| - Benicio del Toro – Che - Diego Luna – A bosszú angyalai - Raúl Arévalo – Vak napraforgók - Javier Cámara – Melegkonyha                                                                                       | - Carme Elías – Camino - Maribel Verdú – Vak napraforgók - Verónica Echegui – A börtön udvarán - Ariadna Gil – A bosszú angyalai                                                          |
| Legjobb férfi mellékszereplő | Legjobb női mellékszereplő |
| - Jordi Dauder – Camino - Fernando Tejero – Melegkonyha - José Ángel Egido – Vak napraforgók - José María Yazpik – A bosszú angyalai                                                                           | - Penélope Cruz – Vicky Cristina Barcelona - Elvira Mínguez – Cobardes - Rosana Pastor – Az El Escorial-összeesküvés - Tina Sáinz – Sangre de mayo                                        |
| Legjobb eredeti forgatókönyv | Legjobb adaptált forgatókönyv |
| - Camino – Javier Fesser - Retorno a Hansala – Chus Gutiérrez, Juan Carlos Rubio - Cenizas del cielo – Ignacio del Moral, Dionisio Pérez Galindo, José Antonio Quirós - A bosszú angyalai – Agustín Díaz Yanes | - Vak napraforgók – Rafael Azcona, Jose Luis Cuerda - Che – Peter Buchman - The Oxford Murders – Jorge Guerricaechevarría, Álex de la Iglesia - Una palabra tuya – Ángeles González Sinde |
| Legjobb új színész | Legjobb új színésznő |
| - El Langui – El truco del manco - Martiño Rivas – Vak napraforgók - Luis Bermejo – Una palabra tuya - Álvaro Cervantes – Hulla a múltban                                                                      | - Nerea Camacho – Camino - Esperanza Pedreño – Una palabra tuya - Farah Hamed – Retorno a Hansala - Ana Wagener – A börtön udvarán                                                        |
| Legjobb iberoamerikai film | Legjobb európai film |
| - A boldog élet • Chile/Spanyolország/Argentína - Acné • Uruguay/Spanyolország/Argentína - Perro come perro • Kolumbia - Mexikói képeslap • Mexikó/Amerikai Egyesült Államok/Japán                             | - 4 hónap, 3 hét, 2 nap • Románia - A csíkos pizsamás fiú • Egyesült Királyság - A sötét lovag • Egyesült Királyság - A másik oldalon • Németország                                       |
| Legjobb új rendező | Legjobb animációs film |
| - Santiago A. Zannou – El truco del manco - Irene Cardona – Un novio para Yasmina - Belén Macías – A börtön udvarán - Nacho Vigalondo – Időbűnök                                                               | - El lince perdido - RH+, el vampiro de Sevilla - Don Quijote szamarancsa - Mesél az erdő 2. – Az erdő szelleme                                                                           |

### Egyéb díjak
| Legjobb operatőr | Legjobb vágás |
| --- | --- |
| - A bosszú angyalai – Paco Femenía - Az El Escorial-összeesküvés – Carlos Suárez - Vak napraforgók – Hans Burmann - Sangre de mayo – Félix Monti | - The Oxford Murders – Alejandro Lázaro - Mortadelo y Filemón. Misión: Salvar la Tierra – Iván Aledo - Vak napraforgók – Nacho Ruiz Capillas - A bosszú angyalai – José Salcedo |
| Legjobb látványtervezés | Legjobb gyártásvezető |
| - Che – Antxón Gómez - Vak napraforgók – Balter Gallart - Sangre de mayo – Gil Parrondo - Az El Escorial-összeesküvés – Luis Vallés | - The Oxford Murders – Rosa Romero - Che – Cristina Zumárraga - Vak napraforgók – Emiliano Otegui - A bosszú angyalai – Rafael Cuervo, María Pedraza |
| Legjobb hang | Legjobb vizuális effektusok |
| - Tres días – Jorge Marín, Maite Rivera, Daniel de Zayas - Vak napraforgók – Ricardo Steinberg, María Steinberg, Alfonso Raposo - Sangre de mayo – Miguel Rejas, José Antonio Bermúdez - A bosszú angyalai – Pierre Gamet, Christophe Vingtrinier, Patrice Grisolet | - Mortadelo y Filemón. Misión: Salvar la Tierra – Alex Grau, Chema Remacha, Eduardo Díaz, Pau Costa, Raúl Romanillos, Jose Quetglás - Camino – Arturo Balseiro, Ferrán Piquer, Raúl Romanillos - Sangre de mayo – Alberto Nombela, Juan Ramón Molina - A bosszú angyalai – Alejandro Vázquez, Rafa Solórzano, Reyes Abades |
| Legjobb jelmeztervezés | Legjobb smink |
| - El Greco – Lala Huete - Vak napraforgók – Sonia Grande - Az El Escorial-összeesküvés – Javier Artiñano - Sangre de mayo – Lourdes de Orduña | - Mortadelo y Filemón. Misión: Salvar la Tierra – Jose Quetglás, Mar Paradela, Nieves Sánchez - Az El Escorial-összeesküvés – José Quetglás, Nieves Sánchez - Vak napraforgók – Fermín Galán, Sylvie Imbert - Sangre de mayo – Alicia López, Josefa Morales, Romana González                                               |
| Legjobb eredeti filmzene | Legjobb eredeti dal |
| - The Oxford Murders – Roque Baños - Hulla a múltban – Bingen Mendizábal - Vak napraforgók – Lucio Godoy - Che – Alberto Iglesias | - "A tientas" (Woulfrank Zannou, El Langui) – El truco del manco - "Podemos volar juntos" (Raul Sánchez Zafra, Juan Pablo Compaired) – A börtön udvarán - "Manousal" (Tao Gutiérrez) – Retorno a Hansala - "Entre tu balcón y mi Ventana" (Toni Zenet, Javier Laguna, José Taboada) – Una palabra tuya                     |
| Legjobb rövidfilm | Legjobb animációs rövidfilm |
| - Miente - El Encargado - Final - Machu-Pichu - Porque Hay Cosas Que Nunca Se Olvidan | - La increíble historia del hombre sin sombra - El ataque de los kriters asesinos - Espagueti Western - Az elátkozott bot - Rascal's Street |
| Legjobb dokumentumfilm | Legjobb rövid dokumentumfilm |
| - Bucarest, la memoria perdida - A csirke, a hal és a királyrák - El último truco. Emilio Ruiz del Río - Old Man Bebo | - Héroes. No hacen falta alas para volar - Harraga - La clase - Soy Meera Malik |

## Fordítás
- Ez a szócikk részben vagy egészben  a(z)   23rd Goya Awards című angol Wikipédia-szócikk fordításán alapul.  Az eredeti cikk szerkesztőit annak laptörténete sorolja fel. Ez a jelzés csupán a megfogalmazás eredetét és a szerzői jogokat jelzi, nem szolgál a cikkben szereplő információk forrásmegjelöléseként.